# Полынный (Ростовская область)
Полынный — посёлок в Зимовниковском районе Ростовской области. Входит в состав Гашунского сельского поселения.

## География
В посёлке имеется одна улица: Южная.

## История
В 1987 году указом ПВС РСФСР поселку второго участка совхоза «Гашунский» присвоено наименование Полынный.

## Население
| 2010 |
| ---- |
| 118  |